# Григор Петров
Григор Петров Новев Пачаров е български зограф от Македония, представител на Дебърската художествена школа.

## Биография
Григор Петров е роден в големия български род Пачаровци по произход от Тресонче, но преселен в Солун след турски нападения. Негов баща е известният български зограф Петър Новев. Григор се обучава при баща си и заедно работят в църквата „Свети Спас“ в село Рожден, Мариовско, която изписват в 1874 година. Това става ясно от надписа, който се намира над южната врата от вътрешната страна в църквата и гласи:
| „ | Изписали я зографите Петър и син му Григор, които се издават от Деборска держава село Тресанче. | “ |

Заедно с баща си Григор изписва стенописите в „Света Богородица“ в Шешково.
В 1875 година двамата изписват стенописите и част от иконостаса в църквата „Свети Никола“ в Крайници, Велешко.
В 1878 година Петър и Григор изписват със стенописи цялата вътрешност на църквата „Свети Димитър“ в тиквешкото село Куманичево. На иконостаса има надпис:
| „ | Сеи свети образи исписа Петре и сен его Глигор из Дебарску державу село Тресонче 1878. | “ |

Заедно с Димитър Папрадишки и с иконописците от Тресонче Мирон Илиев и Аврам Дичов от Дебърската школа изписва църквата в Осоговския манастир. След това Григор работи във Влашко с Мирон Илиев, където работят в църквата „Свети Йоан Предтеча“ в корабийската махала Валя Сяка и с Аврам Дичов, Мирон Илиев и Петър Новев в „Свети Никола“ в село Ранковце в 1885 година.
През пролетта на 1890 година Мирон Илиев се връща в Оряхово, откъдето с Григор Пачаров заминават за Македония. А Велко Илиев, Саве Попбожинов и Мелетий Божинов изрисуват църквата в село Катен. През есента Мирон и Григор се връщат и заедно с другите трима заминават за Влашко и изписват църквата „Свети Николай“ в село Вълчеле. През 1892 година Мирон Илиев, Мелетий Божинов и Григор Пачаров рисуват църквата на село Пражба, Каракалско. След завръщането си рисуват в църквата „Света Петка“ в Селановци, Оряховско. В 1893 година Мирон Илиев работи в „Свети Георги“ в Луковит с помощниците си и с Максим Ненов. Там изписват купола и поправят икони.
През есента на 1893 година тайфата на Мирон Илиев работи в „Света Троица“ в Карлуково. Работят в „Света Троица“ в Мездрея (1893) и в „Свети Атанасий“ в Галатин. По-късно Мирон Илев работи в старата църква „Свети Георги“ в Оряхово, където преправя лозите, позлатява резбите и рисува стенописи.
В 1894 година Мелетий Божинов и Григор Пачаров рисуват в „Успение Богородично“ в Малорад.
През есента на 1894 година Мирон, Мелетий и Саве отиват в Червен бряг, а Велко и Григор след като завършват работата в църквата „Свети Спас“ в Бутан, се присъединяват към тях и рисуват икони и стенописи в Червен бряг. След това Мирон Илиев работи с тайфата си в Реселец и изрисува всички икони и стенописи в църквата „Свети Георги“. На следната 1895 година работят в „Успение Богородчно“ в Габаре и после се връщат у дома в Дебърско. На следната година отново са в Оряхово и работят икони за различни църкви. В 1897 година работят в църквата „Света Троица“ на село Радиненец и обикалят из Плевенско.
На следната 1898 година Мирон Илиев, Велко Илиев, Григор Пачаров и Мелетий Божинов рисуват в църквата на Бреница „Възнесение Господне“ и в „Света Троица“ в Липен. В 1899 година работят в църквата на Криводол „Света Троица“, а на следната 1900 – в „Успение Богородично“ в Малорад.
Григор Петров има син Коста Г. Пачаров, на когото предава изкуството си, и който на свой ред работи из Дебърско. При избухването на Балканската война в 1912 година Коста е доброволец в Македоно-одринското опълчение в  нестроева рота на 1-а дебърска дружина.